# Tęcza grawitacji
Tęcza grawitacji (ang. Gravity’s Rainbow) – wydana w 1973 roku powieść, uchodząca za największe dzieło Thomasa Pynchona. Powieść została wydana w Polsce w 2001 roku w tłumaczeniu Roberta Sudoła przez wydawnictwo Prószyński i S-ka.
W 1974 roku powieść otrzymała prestiżową nagrodę National Book Award. W 1973 była nominowana do nagrody Nebula.

## Charakterystyka
Powieść „encyklopedyczna” (wymagająca do pełnego zrozumienia ciągłego zaglądania do encyklopedii). Fabuła osnuta jest wokół rakiety V2, jednak z powodu gwałtownych zmian w czasie i miejscu narracji, onirycznych lub retrospektywnych wstawek oraz niespodziewanych przejść między kolejnymi narratorami, główna oś fabuły jest stosunkowo ciężka do zauważenia i śledzenia. Zwolennicy Pynchona podkreślają, że widać w tym pisarski kunszt autora, a niejasności to zachęta do rozwikłania zagadki. Przeciwnicy uważają, że w powieści nie ma niczego wartościowego.
Niestandardowość formy i szeroki zakres nawiązań oraz aluzji czynią powieść niemożliwą do streszczenia. Według niektórych krytyków, Tęcza grawitacji jest o wojnie (właściwej bohaterce powieści) oraz o powikłanej relacji człowieka z własnym dzieckiem, czyli techniką.
Tłem dla Tęczy grawitacji jest zimna wojna; znamienny jest rok powstania powieści (lata siedemdziesiąte to apogeum rozczarowania amerykańską polityką). We wstępie do antologii opowiadań Slow Learner z 1984 roku, Pynchon przyznaje, że bezpośrednią inspiracją do napisania książki było zagrożenie atakiem nuklearnym (pokrewieństwo zimnowojennej psychozy z nastrojami Londynu z czasów bombardowań rakietami V2 jest bardzo wyraźne).
Istnieje wiele świadectw wpływu powieści na współczesną kulturę. Jednym z nich jest scena z filmu Trainspotting, w której jedna z postaci nurkuje w sedesie. Jest to odbicie podobnej przygody jednego z głównych bohaterów Tęczy grawitacji – Tyrona Slothrope’a.

## Inspiracje w kulturze i sztuce
W 2024 roku w krakowskim Teatrze BARAKAH powstała sztuka teatralna pt. Poza zero, czyli jak pokochałem bombę według scenariusza Wery Makowskx i Krzysia Zyguckiego w reżyserii Wery Makowskx. Spektakl był inspirowany Tęczą grawitacji Thomasa Pynchona oraz filmem Doktor Strangelove, czyli jak przestałem się martwić i pokochałem bombę Stanley’a Kubricka.